# Army Men: Air Tactics
Army Men: Air Tactics (в русской локализации — Вояки: Тактика в Воздухе) — видеоигра, разработанная и изданная The 3DO Company только для Windows. Air Tactics — это вертолетная игра с использованием движка Army Men 2.

## Игровой процесс
На этот раз персонажем игрока был капитан Уильям Блэйд из воздушно-десантной кавалерии Зеленых. Это симулятор вертолёта, который помещал игрока в несколько разных вертолётов. Главными обязанностями капитана Блэйда является поддержка антенны для Sarge и его отряда. В эту игру были введены такие способности, как подъем тяжелых предметов и их транспортировка в другие места, посадка на землю для загрузки/выгрузки солдат и уникального бортового боя, не замеченного в других играх. Эта игра содержала ряд мини-игр, таких как игра в воздушный хоккей против вертолета армии Тана, а также ряд статических игр.

## Отзывы
| Сводный рейтинг    | Сводный рейтинг |
| Агрегатор          | Оценка          |
| ------------------ | --------------- |
| GameRankings       | 57,44 %         |
| Иноязычные издания |                 |
| Издание            | Оценка          |
| CGW                | [ 2 ]           |
| GameSpy            | 57 %            |
| IGN                | 4,5/10          |

Игра была встречена со смешанными отзывами после релиза, GameRankings дал ей оценку 57,44 %.